# فرودگاه تک‌بانده تفلبرگ
فرودگاه تک‌بانده تفلبرگ (به انگلیسی: Tafelberg Airstrip) یک فرودگاه همگانی است . این فرودگاه در کشور سورینام قرار دارد .